# Nassim Ben Khalifa
Nassim Ben Khalifa (* 13. Januar 1992 in Prangins, Kanton Waadt) ist ein schweizerischer Fussballspieler. Er wird im Mittelfeld als Spielmacher oder als Stürmer eingesetzt.

## Leben
Nassim Ben Khalifas Eltern waren aus Tunesien nach Europa ausgewandert und gingen in die Schweiz. Sie wurden im französischsprachigen Landesteil sesshaft.

## Karriere

### Vereine
In der Schweiz begann Ben Khalifa bei Stade Nyonnais mit dem Fussballspielen, wechselte in der Jugend zunächst zum FC Gland und schliesslich zum FC Lausanne-Sport. Im Juli 2008 schloss er sich dem Grasshopper Club Zürich an und kam zum Ende der Saison 2008/09 zu seinen ersten Profieinsätzen als Einwechselspieler.
Zur Saison 2010/11 verpflichtete der VfL Wolfsburg Ben Khalifa mit einem Vierjahresvertrag. Er wurde in der Hinrunde sechsmal (zwei erzielte Tore) in der zweiten Mannschaft in der Regionalliga Nord eingesetzt. Nachdem Ben Khalifa in der Hinrunde auf keinen Einsatz in der 1. Mannschaft gekommen war, wurde er am 14. Januar 2011 für eineinhalb Jahre an den 1. FC Nürnberg ausgeliehen. Dort absolvierte er zunächst Spiele in der 2. Mannschaft und bei den U-19-Junioren. Am 5. März 2011 kam er schliesslich zu seinem Debüt in der Bundesligamannschaft beim 5:0-Sieg gegen den FC St. Pauli, zu dem er eine Torvorlage beisteuerte.
Für die Saison 2011/12 kehrte Ben Khalifa zurück in die Schweiz und unterschrieb einen Leihvertrag beim BSC Young Boys aus Bern. Hier wurde er 17-mal in der Liga eingesetzt und spielte mit den Young Boys auch in den Europa-League-Play-offs gegen Sporting Braga, in denen er im Rückspiel des Feldes verwiesen wurde.
Ab Sommer 2012 war Ben Khalifa erneut ausgeliehen, diesmal für zwei Spielzeiten an den Grasshopper Club Zürich. Am 5. Mai 2014 wurde er schliesslich fest verpflichtet und unterschrieb einen bis zum 30. Juni 2017 laufenden Vertrag. Zur Saison 2015/16 wechselte er in die Türkei zum Erstligisten Eskişehirspor. Dieser Verein lieh ihn für die Rückrunde nach Belgien an den KV Mechelen aus.
Im Juni 2017 wechselte er zum FC St. Gallen. Nach Differenzen mit dem Verein und einem Rechtsstreit ging Ben Khalifa im Juli 2019 zu den Grasshoppers in die Challenge League. Im August 2020 verliess er nach einer persönlich erfolgreichen Saison GC und schloss sich im November dem tunesischen Rekordmeister Espérance Tunis an. Am Ende der Saison 2020/21 feierte er mit dem Verein die tunesische Meisterschaft. Am 25. September 2021 gewann er mit dem Verein den tunesischen Supercup. Das Spiel gegen CS Sfax gewann man mit 1:0. Für Espérance bestritt er 24 Erstligaspiele. Ende April 2022 ging er nach Japan. Hier schloss er sich dem Erstligisten Sanfrecce Hiroshima an. Am 22. Oktober 2022 stand er mit dem Verein aus Hiroshima im Endspiel des japanischen Ligacups. Hier besiegte man Cerezo Osaka mit 2:1. Nach 51 Ligaspielen, in denen er sechs Tore erzielte, wechselte er im Januar 2024 zum ebenfalls in der ersten Liga spielenden Avispa Fukuoka.

### Nationalmannschaften
Ben Khalifa wurde von der U-15 bis zur U-18 für alle Schweizer Juniorenauswahlteams mehrfach berufen. So nahm er mit der U-17 an den Europameisterschaften 2008 und 2009 sowie an der Weltmeisterschaft 2009 teil, wo er mit seiner Mannschaft den Titel errang. Dabei kam er in allen sieben Spielen von Beginn an zum Einsatz, schoss vier Tore, bereitete drei weitere vor und belegte bei der Wahl zum besten Spieler des Turniers den zweiten Rang. Am 11. August 2010 debütierte Ben Khalifa beim 1:0-Sieg der Schweizer Nationalmannschaft über Österreich.

## Erfolge

### Vereine
Grasshopper Club Zürich
- Schweizer Cupsieger: 2013

Espérance Tunis
- Tunesischer Meister: 2021
- Tunesischer Supercupsieger: 2021

Sanfrecce Hiroshima
- Japanischer Ligacupsieger: 2022

### Nationalmannschaften
- U-17-Weltmeister: 2009
- Finalist U-21-Europameisterschaft: 2011